# Norman Bor
Norman Loftus Bor (* 2. Mai 1893 in Tramore, County Waterford; † 22. Dezember 1972 in London) war ein irischer Botaniker. Sein offizielles botanisches Autorenkürzel lautet „Bor“.
Bor ging in Dublin zur Schule und studierte am Trinity College Dublin (anfangs Medizin) und der Universität Edinburgh (Botanik) mit dem B.Sc. 1921. Dazwischen diente er im Ersten Weltkrieg als Soldat und wurde verwundet. Nach seinem Studium war in der indischen Forstverwaltung (Indian Forest Service), in der er bis 1948 blieb, als er stellvertretender Direktor des Botanischen Gartens in Kew wurde. 1959 ging er in den Ruhestand.
In Indien war er zunächst Oberförster in Assam, danach in Shillong und Balipara und gab den Indian Forester heraus. Als Botaniker befasste er sich besonders mit Süßgräsern. Außer denen des indischen Subkontinents befasste er sich auch mit solchen aus Zypern, dem Iran und Irak.
Er war Fellow der Linnean Society of London und erhielt 1962 deren Linné-Medaille. Er war Fellow der Royal Society of Edinburgh (1947), Mitglied der Indian National Science Academy und Präsident der Indian Botanical Society.
Bor reiste viel als Botaniker in Europa und auch in Deutschland und sprach sehr gut Deutsch. 

## Ehrungen
Ihm zu Ehren wurde 1994 von Chris Stapleton die Bambus-Gattung Borinda benannt.
1948 erhielt er einen Sc.D. am Trinity College Dublin für seine Erforschung der Flora von Assam und 1930 einen D. Sc. der Universität Edinburgh für seine Arbeiten zur Synökologie in den Wäldern Assams.

## Schriften
- List of the Grasses of Assam, 1938
- Flora of Assam, 1940
- Floras of Cyprus and Iraq
- Manuals of Indian Botany, 1953
- Some Beautiful Indian Climbers and Shrubs, 1954